# 東京都子供政策連携室
東京都子供政策連携室（とうきょうとこどもせいさくれんけいしつ、英称：Liaison Office for Child-Oriented Policies）は、2022年4月に設置された東京都の室である。

## 分掌事務
国内外の先進事例調査等をもとに、企画立案機能を担うとともに、関係局との連携体制を構築し、子供に関わる複合的課題に対応する。また、多様な主体と連携し、福祉や教育の枠組みに捉われない幅広い視点で先進的な事業を展開する。

## 組織
組織図上は政策企画局内に設置されているが、東京都組織規程上は各局とともに列記され、局相当の組織として予算や人事などの総務機能はそれぞれ独立して存在しているため、実質的には政策企画局とは別組織となっている。（この点、住宅政策本部が組織図上は都市整備局の一級事業所になっているが局扱いされているものと類似する。）そのため、職員の政策企画局及び子供政策連携室間の異動は局間異動として扱われる。この「室」という位置付けは、子供政策連携室が設置された翌年の2023年4月に設置された東京都スタートアップ・国際金融都市戦略室も同様である。
- 室長
  - 総合推進部
    - 総務課
    - 連携推進課
    - 若者政策連携推進課

  - 企画調整部
    - 企画調整課
    - プロジェクト推進課